# Stenospermation velutinum
Stenospermation velutinum är en kallaväxtart som beskrevs av Thomas Bernard Croat och D.C.Bay. Stenospermation velutinum ingår i släktet Stenospermation och familjen kallaväxter. Inga underarter finns listade.